# 堡壘 (選區)
堡壘（英語：Fort Street，代號：C20）曾是香港東區區議會下轄的選區，1994年設立，自2021年起懸空至2023年取消，懸空前的區議員為北炮同盟成員傅佳琳。

## 範圍
選區位於北角西部，現時東至明園西街，南至清華街，西至長康街，北至渣華道，以堡壘街為中心，故以此為名，包括私人住宅楓林花園、宇宙閣等大廈，與其相連的選區有寶馬山、炮台山、和富和錦屏，投票站設於長康街的北角衛理小學舊址。

## 沿革
1993年港督彭定康推行政改方案改革區議會，取消所有委任議席及雙議席選區制度，全面實行單議席單票制，並改由選區分界及選舉事務委員會制定，區議會選區數目亦隨人口變動而大幅增加，堡壘選區是當時新增選區之一，由北角北雙議席選區分拆而成。
1994年區議會選舉，登記選民有6,420人，中巴司機朱漢華以民主建港聯盟名義出選，對手是自由黨的蘇有恆，最終朱漢華以835票擊敗得573票的蘇有恆。1999年區議會選舉，只有朱漢華報名，故朱自動當選。
2003年區議會選舉，朱漢華繼續爭取連任，對手是蔡世傳，結果角逐連任的朱漢華以1票之差落敗。朱漢華於同年十二月向原訟法庭提出選舉呈請，根據《區議會條例》第49條，以點票程序具關鍵性欠妥之處為由，質疑二零零三年區議會選舉的結果。法庭其後根據《區議會條例》第26(d)條，裁決一張問題選票作廢，令兩人得票相同，於二零零四年十二月二日裁定蔡世傳並非妥為選出，需要重選。2005年補選中，蔡世傳原本參選，後因牽涉官司放棄（夥同妻子在選民登記表上虛報住址），朱漢華則在民建聯改派洪連杉後而退黨參選，其他對手有黃勝輝（民主黨）、錢志庸（香港公民協會），而鄧徐中原本亦參選，但在1月26日退選。競選期間朱漢華在「洗樓」途中懷疑因為體力不支，導致中風，於2005年2月24日去世。選舉事務處其後表示，選舉將會如期舉行。令補選由最初六名候選人變成三名候選人，最後洪連杉擊敗兩名對手。
2007年區議會選舉，選區人口估算約16,086人，其中有7,164位選民。只有民主建港協進聯盟成員洪連杉報名，洪連杉自動當選。
2011年區議會選舉，當時人口估算約14,996人，其中有7,463位選民。只有民主建港協進聯盟成員洪連杉報名，洪連杉自動當選。2015年區議會選舉，人口估算約15,583人，其中有7,069位選民，在未有其他對手之下洪連杉自動當選。
2019年區議會選舉，在未有溫和民主派政黨派人參選之下，北炮同盟成員傅佳琳以2,464票擊敗2,405票的洪連杉，為民主派首次奪得本區議席。2021年5月26日，傅佳琳宣佈辭任區議員，任期至5月31日。
議席藉此一直懸空至2023年選舉改革被撤銷，與太古城西、太古城東、寶馬山、炮台山、城市花園、和富、錦屏、丹拿、健康村及鰂魚涌選區合併為太北選區。

## 歷屆議員
| 屆別                  | 議員   | 政治聯繫 | 政治聯繫 |
| --------------------- | ------ | -------- | -------- |
| 1994年－1999年        | 朱漢華 |          | 民建聯   |
| 2000年－2003年        | 朱漢華 |          | 民建聯   |
| 2004年－2004年12月2日 | 蔡世傳 |          | 無黨籍   |
| 2005年3月7日－2007年  | 洪連杉 |          | 民建聯   |
| 2008年－2011年        | 洪連杉 |          | 民建聯   |
| 2012年－2015年        | 洪連杉 |          | 民建聯   |
| 2016年－2019年        | 洪連杉 |          | 民建聯   |
| 2020年－2021年5月31日 | 傅佳琳 |          | 北炮同盟 |
| 2021年6月1日－2023年  | 懸空   | 懸空     | 懸空     |

## 歷屆選舉結果
| 政党   | 政党     | 候选人    | 票数  | %     | ±      |
| ------ | -------- | --------- | ----- | ----- | ------ |
|        | 北炮同盟 | 1. 傅佳琳 | 2,464 | 50.61 | 不適用 |
|        | 民建聯   | 2. 洪連杉 | 2,405 | 49.39 | 不適用 |
| 多数票 | 多数票   | 多数票    | 59    | 1.22  | 不適用 |

| 政党   | 政党   | 候选人 | 票数     | %      | ±      |
| ------ | ------ | ------ | -------- | ------ | ------ |
|        | 民建聯 | 洪連杉 | 自動當選 | 不適用 | 不適用 |
| 多数票 | 多数票 | 多数票 | 不適用   | 不適用 | 不適用 |

| 政党   | 政党   | 候选人 | 票数     | %      | ±      |
| ------ | ------ | ------ | -------- | ------ | ------ |
|        | 民建聯 | 洪連杉 | 自動當選 | 不適用 | 不適用 |
| 多数票 | 多数票 | 多数票 | 不適用   | 不適用 | 不適用 |

| 政党   | 政党   | 候选人 | 票数     | %      | ±      |
| ------ | ------ | ------ | -------- | ------ | ------ |
|        | 民建聯 | 洪連杉 | 自動當選 | 不適用 | 不適用 |
| 多数票 | 多数票 | 多数票 | 不適用   | 不適用 | 不適用 |

| 政党   | 政党     | 候选人    | 票数  | %     | ±      |
| ------ | -------- | --------- | ----- | ----- | ------ |
|        | 民主黨   | 1. 黃勝輝 | 783   | 37.92 | 不適用 |
|        | 公民協會 | 2. 錢志庸 | 109   | 5.28  | 不適用 |
|        | 民建聯   | 3. 洪連杉 | 1,173 | 56.80 | 不適用 |
| 多数票 | 多数票   | 多数票    | 390   | 18.89 | ▲18.83 |

| 政党   | 政党   | 候选人    | 票数 | %     | ±      |
| ------ | ------ | --------- | ---- | ----- | ------ |
|        | 无党籍 | 1. 蔡世傳 | 944  | 50.03 | 不適用 |
|        | 民建聯 | 2. 朱漢華 | 943  | 49.97 | 不適用 |
| 多数票 | 多数票 | 多数票    | 1    | 0.06  | 不適用 |

| 政党   | 政党   | 候选人 | 票数     | %      | ±      |
| ------ | ------ | ------ | -------- | ------ | ------ |
|        | 民建聯 | 朱漢華 | 自動當選 | 不適用 | 不適用 |
| 多数票 | 多数票 | 多数票 | 不適用   | 不適用 | 不適用 |

| 政党   | 政党   | 候选人 | 票数 | %     | ±      |
| ------ | ------ | ------ | ---- | ----- | ------ |
|        | 民建聯 | 朱漢華 | 835  | 59.30 | 新選區 |
|        | 自由黨 | 蘇有恆 | 573  | 40.70 | 新選區 |
| 多数票 | 多数票 | 多数票 | 262  | 18.61 | 新選區 |